# Parafia św. Kingi w Kowalach
Parafia św. Kingi w Kowalach – parafia rzymskokatolicka znajdująca się w archidiecezji gdańskiej, w dekanacie Gdańsk-Łostowice. Erygowana 24 lipca 2000 roku przez abp. Tadeusza Gocłowskiego.
Proboszczem jest ks. Wiesław Srogosz (od 24 lipca 2000).